# Didaktika
Didaktika je grana pedagogije koja se bavi teorijama, idejama, načelima i uputama koje su usmjerene uspješnom provođenju odgojno-obrazovnog procesa. Pedagogija kao znanost istražuje odgoj i obrazovanje na značajno višoj teorijskoj razini od didaktike, koja je u većoj mjeri praktično usmjerena. Didaktika u velikoj mjeri koristi teorijske modele koji su razvijeni u filozofiji, psihologiji i sociologiji, kao i različite pedagoške teorije i postavke, a posebno teorijske modele poučavanja i učenja. Zbog različitih polaznih teorija i postavki, didaktički koncepti mogu biti međusobno nesuglasni ili oprečni.
Stariji didaktički koncepti bili su usmjereni prema poučavanju i nastavniku, dok se noviji koncepti više usmjeravaju prema učeniku i procesu učenja. Za uspješno je poučavanje sve važnije poznavati osobine učenika i načine učenja te njima prilagođavati pristupe i metode poučavanja.

## Terminologija
Naziv didaktika dolazi od grčkog glagola "didaskein" (διδάσκειν) koji između ostalog znači poučavati, obučavati, predavati, propisivati, opominjati. Također se primjenjuje u odgoju dojenčadi.

## Didaktika i ciljevi
Didaktika je usko povezana s pedagogijom stoga se i bavi samo onim učenjem koje je organizirano s nekom pedagoškom svrhom, ne bi li se postiglo određeno obrazovanje ili ostvarili neki odgojni ciljevi. Ona omogućuje orijentaciju, snalaženje, znanje što treba činiti, na što se usmjeriti.
Cilj didaktike je da bi učenje (što je više moguće) moralo biti u suglasju s razvojnim potrebama i mogućnostima svakog djeteta.

## Poveznice
- Nastavne metode
- Izvor